# Laurent Di Lorto
Laurent di Lorto (ur. 1 stycznia 1909 w Martigues, zm. 28 października 1989) – francuski piłkarz występujący na pozycji bramkarza.
W reprezentacji Francji zadebiutował w meczu przeciwko Czechosłowacji 9 lutego 1936. Łącznie do 1938 rozegrał w niej 11 meczów. Wystąpił w dwóch meczach mistrzostw świata 1938.

## Sukcesy piłkarskie
- mistrzostwo Francji (1938)
- Puchar Francji (1935, 1937)